# 만경대 (평양)

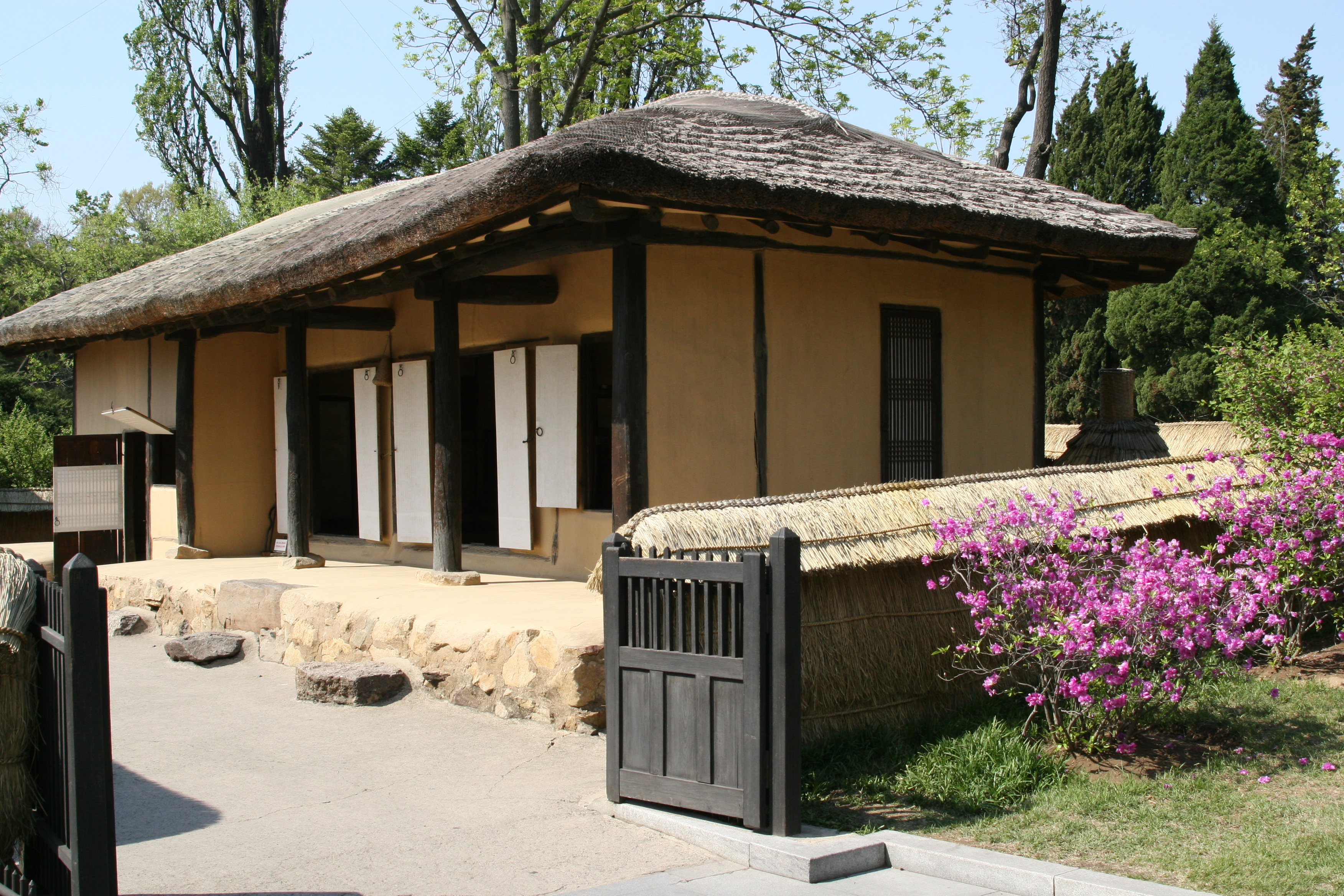
김일성 생가

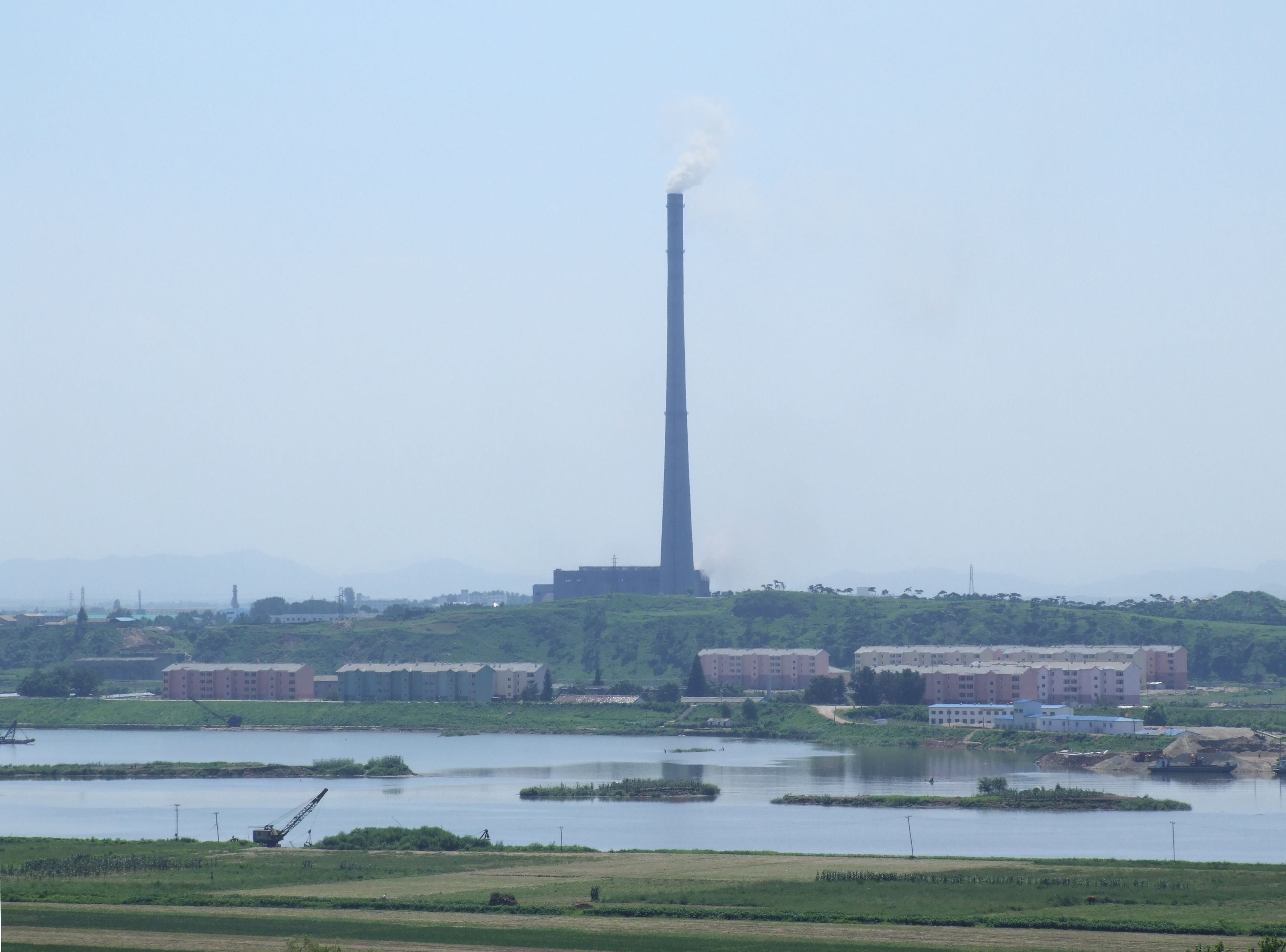
만경대에서 바라본 동평양화력발전소

만경대(萬景臺)는 평양 시내의 지명이다. 서쪽으로 12km 떨어진 대동강 하류 부근에 위치한 곳이다.
일찍이 경승지로 알려져 있다. 또, 김일성이 여기에서 보존되고 있는 김일성 생가 등은 혁명의 성지로 여겨진다.
- 향후 평양 지하철 만경대선이 만경대까지 연장될 예정이다.

## 명소
- 김일성 생가
- 김일성의 조부, 아버지, 어머니의 분묘
- 만경대 혁명 업적관
- 만경대 혁명 학원
- 만경대 유희장
- 유원지

## 만경봉
만경봉의 마을의 교외에 있는 언덕의 최고봉이 만경봉이다. 화객선으로 알려진 만경봉호는 만경봉에서 따왔다.

## 같이 보기
- 만경대혁명학원